# Majola

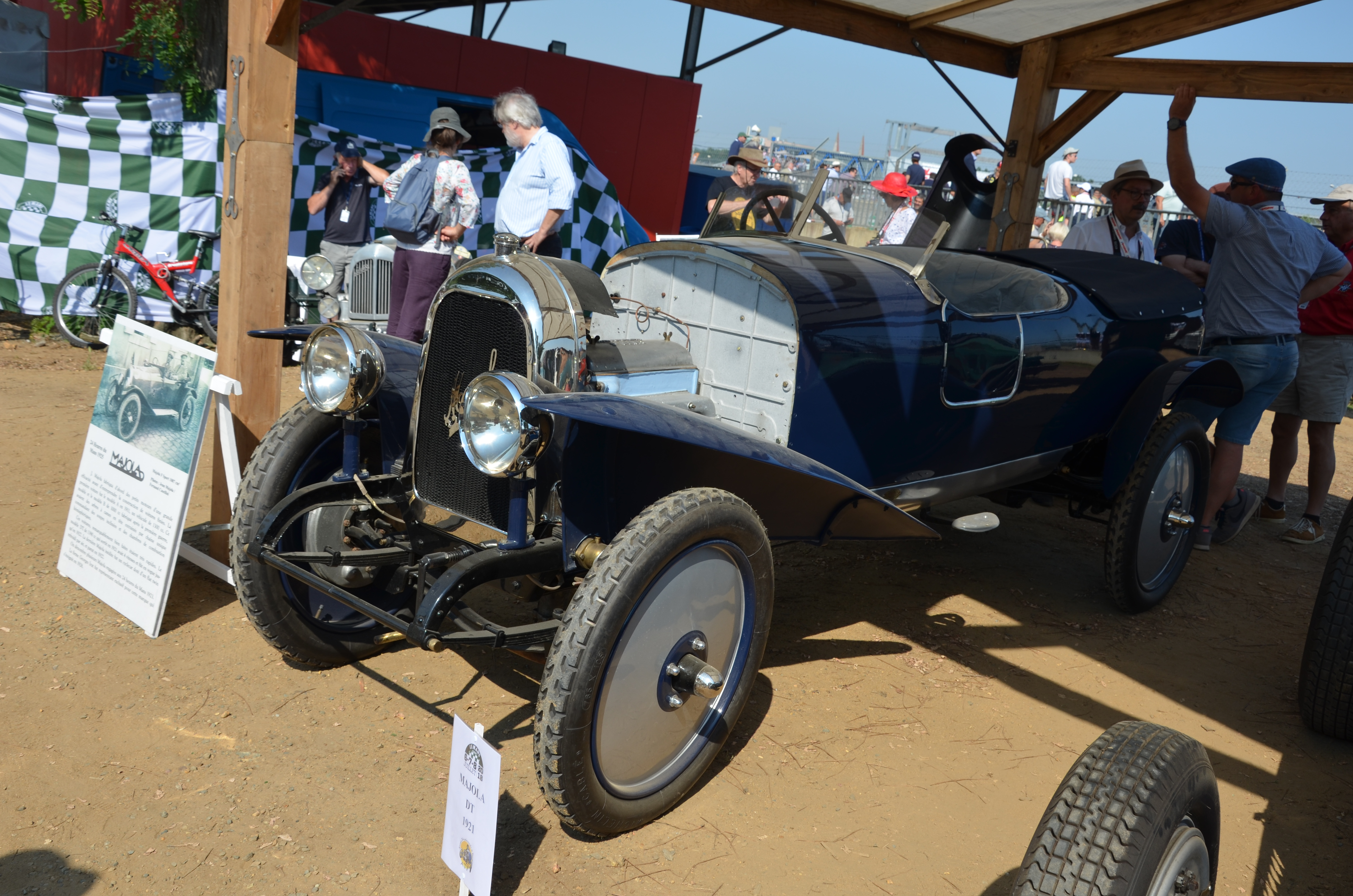
Majola

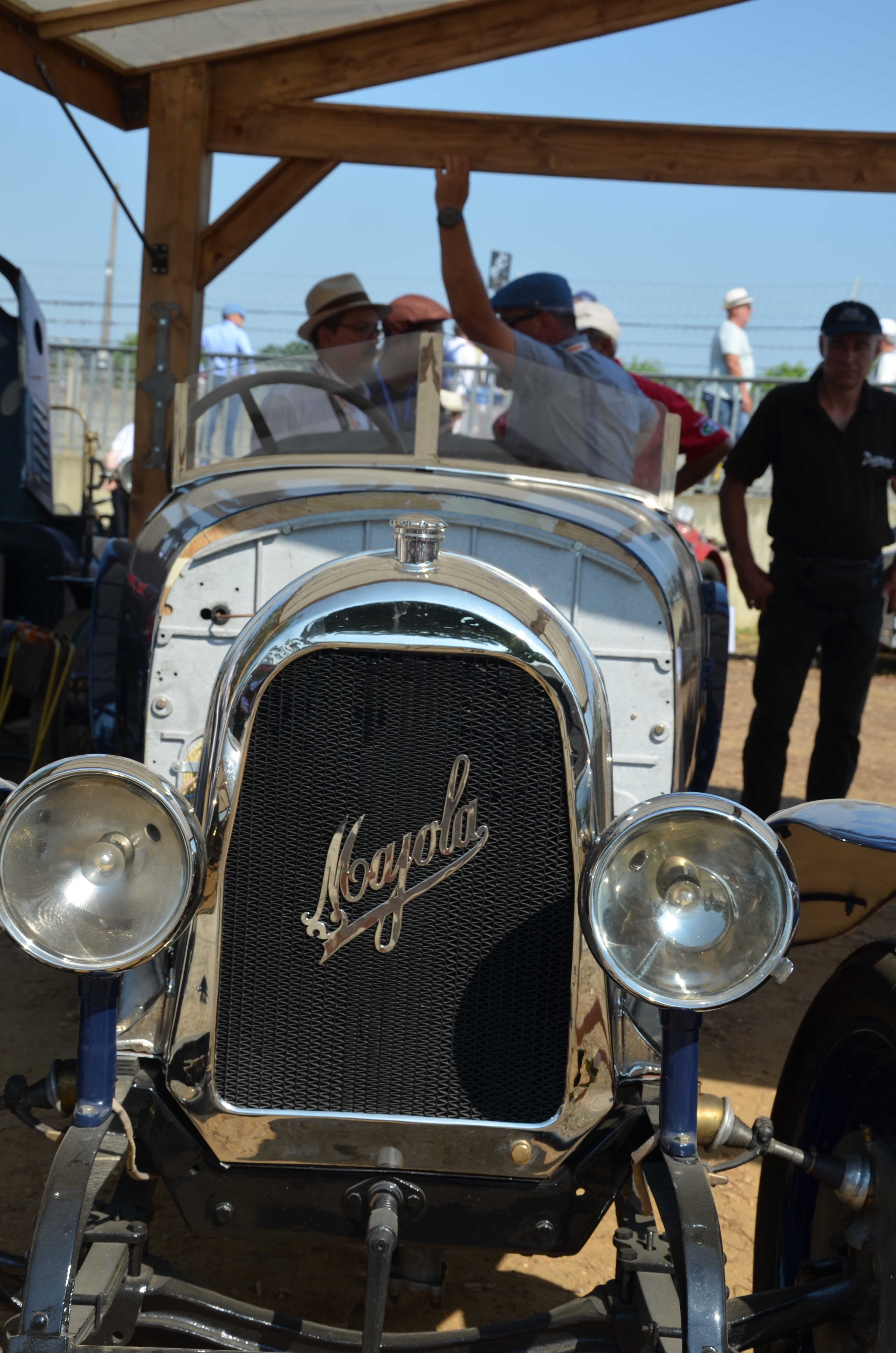
Frontansicht des Majola DT (10CV)

Jean Majola war ein französischer Hersteller von Automobilen und Motoren.

## Unternehmensgeschichte
Jean Majola gründete 1908 das Unternehmen in Saint-Denis zur Motorenproduktion. 1911 begann die Produktion von Automobilen. Der Markenname lautete Majola. Konstrukteur war F. Doutré. 1920 übernahm Georges Irat das Unternehmen. 1928 endete die Produktion.

## Fahrzeuge
Es lassen sich im Wesentlichen zwei Typenreihen unterscheiden, deren Herstellung etwa 1911 begann und die nach dem Ersten Weltkrieg bis zum Ende der Firma weiter produziert wurden:

### Der 10-CV-Typ
1911 erschien das erste Modell A mit einem Motor mit 1300 cm³ Hubraum. Der 8/10 HP von 1913 hatte 1327 cm³ mit 65 mm Bohrung und 100 mm Hub. Der Radstand betrug 2500 mm und die Spurweite 1230 mm. Die Reifengröße 710 × 90. Der Preis in Frankreich lag bei 4900 Franc ohne Bereifung. Er wurde spätestens ab 1920 als DT bezeichnet, der Hubraum wird jetzt mit 1393 cm³ (Bohrung × Hub 65 × 105 mm), die Leistung mit 34 PS bei 4000/min, der Radstand mit 2,80 m angegeben, die Spurweite betrug 1230 mm. Das Getriebe hatte 4 Gänge. Der Preis für das Chassis lag bei 13.000 Franc. Der Verbrauch war mit 10 Liter auf 100 km angegeben.

### Der 6-CV- und 7-CV-Typ
Kurz nach dem Modell A kam das Modell B mit rund 1000 cm³ Hubraum dazu. Sein Hubraum wird für die Nachkriegszeit mit 984 cm³ (Bohrung × Hub 59 × 90 mm), der Radstand mit 2,30 m angegeben, die Spurweite betrug 1150 mm.  Nach der französischen Steuerformel hatte dieser Typ 6CV.
Zum Pariser Salon im Oktober 1923 wurde ein leicht vergrößerter Nachfolger, das Modell F (7 CV), vorgestellt: Die Bohrung war um 3 mm vergrößert, der Hubraum umfasste jetzt 1088 cm³, die Leistung betrug 22 PS, der Radstand 2,45 m. 1927 erhielt dieses Modell einen neuen jetzt luftgekühlten Motor mit 1095 cm³ (Bohrung × Hub 66 × 80 mm). Nach der französischen Steuerformel hatte dieses letzte Modell 5CV.
Die Fahrzeuge wurden auch bei Autorennen wie den 24-Stunden-Rennen von Le Mans eingesetzt.